# SOKO Leipzig/Staffel 23
Die dreiundzwanzigste Staffel der deutschen Krimiserie SOKO Leipzig umfasst 27 Episoden und feierte ihre Premiere am 9. September 2022 im ZDF. Das Finale wurde am 17. März 2023 gesendet. Alle Episoden werden eine Woche vor TV-Ausstrahlung in der ZDFmediathek veröffentlicht.
Die Episoden der Staffel werden zumeist auf dem freitäglichen 21:15-Uhr-Sendeplatz erstausgestrahlt.

## Darsteller
| Rollenname                                            | Schauspieler             | Episoden |
| ----------------------------------------------------- | ------------------------ | -------- |
| Kriminalhauptkommissarin Ina Zimmermann               | Melanie Marschke         | 27       |
| Kriminaloberkommissar Jan Maybach                     | Marco Girnth             | 24       |
| Kriminalkommissarin Kim Nowak                         | Amy Mußul                | 27       |
| Kriminalkommissar Moritz Brenner                      | Johannes Hendrik Langer  | 24       |
| Kriminalhauptkommissar a. D. Hans-Joachim Trautzschke | Andreas Schmidt-Schaller | 1        |
| Laborant Lorenz Rettig                                | Daniel Steiner           | 19       |
| Rechtsmedizinerin Prof. Dr. Sabine Rossi              | Anna Stieblich           | 18       |
| Rechtsmedizinerin Dr. Mara Stein                      | Judith Sehrbrock         | 3        |
| Kriminalhauptkommissarin Dagmar Schnee                | Petra Kleinert           | 2        |
| Staatsanwalt Dr. Alexander Binz                       | Michael Rotschopf        | 3        |
| Oberstaatsanwalt Matthias Krauss                      | Sebastian Fräsdorf       | 1        |
| Ärztin Dr. Kaminsky                                   | Jana Bauke               | 1        |
| Paul Zimmermann                                       | Peter Laser              | 3        |
| Rico Wittmann                                         | Anton Weil               | 3        |
| Leni Trautzschke                                      | Caroline Scholze         | 3        |
| Benni Maybach                                         | Maximilian Klas          | 1        |
| Charlotte Maybach                                     | Clara Veihelmann         | 2        |
| Bent Brenner                                          | Till Wonka               | 1        |

## Episoden
| Nr. (ges.) | Nr. (St.) | Originaltitel                  | Erstausstrahlung D | Regie               | Drehbuch                                    | Zuschauer             | Prod. code |
| --- | --------- | ------------------------------ | ------------------ | ------------------- | ------------------------------------------- | --------------------- | ---------- |
| 426 | 1         | Ungehört                       | 9. Sep. 2022       | Sven Fehrensen      | Lion H. Lau                                 | 3,75 Mio. (15,6 % MA) | 462        |
| Leipzigs Stadtrat Ingolf Roscher wird am Störmthaler See erstochen aufgefunden. Maja Jacobi hat den Toten entdeckt und versucht ihn wiederzubeleben, bis die Einsatzkräfte vor Ort waren. Jedoch kann sie sich an nichts mehr erinnern. Das Opfer war bekannt für seine Wutausbrüche, was die Ermittler von seiner neuen Frau Sofie und ihrem Stiefsohn Matteo erfahren. Im Laufe der Nachforschungen wird klar, dass ein dunkles Geheimnis über Familie Roscher schwebt, das Maja Jacobi zu kennen scheint. Doch dann bekommt der Fall eine unerwartete Wendung. Gastdarsteller: Sophie Lutz als Maja Jacobi, Fabian Hanis als Matteo Roscher, Elisabeth Baulitz als Sofie Roscher, Haley Louise Jones als Nike Alooma                                                                         |           |                                |                    |                     |                                             |                       |            |
| 427 | 2         | Die Königin                    | 16. Sep. 2022      | Robert del Maestro  | Jeanet Pfitzer, Frank Koopmann, Roland Heep | 3,57 Mio. (13,8 % MA) | 468        |
| Die als „die Königin“ bekannte und in der Nachbarschaft geschätzte Obdachlose wird Opfer eines Verbrechens. Kommissar Jan Maybach trifft als erster am Tatort ein, doch er kann ihren Tod nicht verhindern. Eine erste Spur führt zu dem Obdachlosen Egon Fleischbauer, der sich mit der Toten gestritten haben soll. Als die Identität des Opfers geklärt werden kann, informieren die Ermittler die Familie, die vor einiger Zeit erst nach Leipzig gezogen ist. Dabei stellt sich heraus, dass die Tote eine Zwillingsschwester hat und beide ein dunkles Geheimnis verbindet. Gastdarsteller: Christina Hecke als Lydia / Emilia Klamroth, Johannes Suhm als Rico Klamroth, Dennis Hofmeister als Ivo Klamroth, Oska Melina Borcherding als Zoe Oberholz, Jörg Witte als Egon Fleischbauer  |           |                                |                    |                     |                                             |                       |            |
| 428 | 3         | Schlüssel zur Wahrheit         | 30. Sep. 2022      | Sven Fehrensen      | Ulf Tschauder                               | 3,88 Mio. (15,6 % MA) | 463        |
| In seiner Wohnung wird Thilo Appelt tot aufgefunden, ermordet durch einen Genickbruch. Die Befunde deuten auf einen Profi als Täter. Das Opfer war kurz vor seinem Tod an viel Geld gekommen. Daraufhin finden die Ermittler Hinweise auf einen illegalen Medikamenten-Handel in der Wohnung des Opfers. Kommissar Moritz Brenner befürchtet einen Zusammenhang mit seinem Bruder Bent, der erst wenige Tage zuvor aus der Untersuchungshaft entlassen wurde. Die Hauptverhandlung zum Fall Josch Berger steht bevor, bei der er sich für seine Tat verantworten muss. Gastdarsteller: Lina Wendel als Angelika Brenner, Petra van de Voort als Siska van der Velde, Lena Reinhold als Linda Balomé, Saro Emirze als Staatsanwalt Lüders, Anton Dreger als Herr Weiser                          |           |                                |                    |                     |                                             |                       |            |
| 429 | 4         | Mein fremdes Kind              | 7. Okt. 2022       | Jörg Mielich        | Julia Meimberg, Kristin Schade              | 4,27 Mio. (16,5 % MA) | 467        |
| In einem Waldstück finden die Ermittler die Leiche der Schülerin Lili Roloff, wodurch die beschauliche Nachbarschaft aus dem Gleichgewicht gerät. Als Todesursache vermutet Prof. Rossi einen Genickbruch infolge eines Kampfes. Am Tatort wird außerdem ein Behälter mit Drogen gefunden, aber Lilis Freunde Joris und Karl wollen nichts davon gewusst haben. Doch je tiefer die Ermittler in das Leben der drei Jugendlichen eintauchen, desto näher kommen sie einer erschütternden Geschichte über Freundschaft, Familie und Geheimnisse. Gastdarsteller: Anja Knauer als Carolin Roloff, Juls Serger als Joris Westphal, Mathis Reinhardt als Mads Westphal, Franziska Junge als Nora Westphal, Paula Hartmann als Lili Roloff, Hannah Ley als Anja Pietsch, Yuri Völsch als Karl Pietsch |           |                                |                    |                     |                                             |                       |            |
| 430 | 5         | Jesus lebt                     | 14. Okt. 2022      | Robert del Maestro  | Jeanet Pfitzer, Frank Koopmann, Roland Heep | 4,91 Mio. (18,6 % MA) | 469        |
| Gastdarsteller: Joseph Konrad Bundschuh als Immanuel Götz (Jesus), Manuel Zschunke als Linus Winkler, Vlad Chiriac als Yuri Klenk, Carolina Vera als Dr. Britta Englisch, Sarah Schmidt als Kira Lundt |           |                                |                    |                     |                                             |                       |            |
| 431 | 6         | Zwischen den Zeilen            | 21. Okt. 2022      | Robert del Maestro  | Etienne Heimann                             | 4,83 Mio. (18,9 % MA) | 470        |
| Gastdarsteller: Rainer Sellien als Theo Perkuhn, Helene Grass als Judith Perkuhn, Lennart Betzgen als Sascha Perkuhn, Ivy Quainoo als Hannah Lausch, Lasse Möbus als Tobias Stokowski |           |                                |                    |                     |                                             |                       |            |
| 432 | 7         | Schallali                      | 28. Okt. 2022      | Patrick Winczewski  | Susanne Wiegand                             | 4,75 Mio. (18,9 % MA) | 474        |
| Gastdarsteller: Ilona Schulz als Inge Lindemann, Liza Tzschirner als Ramona Sommer, Holger Daemgen als Olaf Lindemann, Bjarne Meisel als Tim Lindemann, Marc Dresander als Jakob Lindemann |           |                                |                    |                     |                                             |                       |            |
| 433 | 8         | Der Zeuge                      | 4. Nov. 2022       | Patrick Winczewski  | Markus Hoffmann, Uwe Kossmann               | 4,30 Mio. (16,4 % MA) | 475        |
| Gastdarsteller: Jonas Minthe als David Bea, Yuho Yamashita als Kawakami Hoshi, Konstantin Buchholz als Meisel, Natascha Paulick als Maria Janowitz, Ikko Masuda als Tanaka, Denis Petkovic als Anwalt Dr. Presting, Heike Falkenberg als Frau Buschart |           |                                |                    |                     |                                             |                       |            |
| 434 | 9         | Der rote Punkt                 | 11. Nov. 2022      | Patrick Winczewski  | Axel Hildebrand                             | 4,63 Mio. (17,8 % MA) | 476        |
| Gastdarsteller: Dagny Dewath als Marlies Fehrenbach, Aziz Dyab als Mio Baumgart, Johann Jürgens als Felix Lubrich, Inga Lessmann als Svenja Lubrich, Jannis Roth als Pascal Paulsen |           |                                |                    |                     |                                             |                       |            |
| 435 | 10        | Traumtänzer                    | 18. Nov. 2022      | Patrick Winczewski  | Jeanet Pfitzer, Frank Koopmann, Roland Heep | 4,66 Mio. (18,3 % MA) | 477        |
| Gastdarsteller: Alexandra Pfeifer als Zoey Bäcker, Jawad Karim Rajpoot als Hassan Atay, Jorid Lukaczik als Yvonne Grabowski, Thilo Prothmann als Joachim Lüderitz, Janina Rudenska als Alena Rakita |           |                                |                    |                     |                                             |                       |            |
| 436 | 11        | Licht und Schatten             | 25. Nov. 2022      | Patrick Winczewski  | Andreas Heckmann, Ralf Ruland               | 4,64 Mio. (17,8 % MA) | 448        |
| Gastdarsteller: Odine Johne als Mona Weber, Adrian Topol als Benjamin Gruber, Tom Radisch als Alexander Schürmann, Michael Rothmann als Rainer Petzold, Katrin Flüs als Jenny Weber |           |                                |                    |                     |                                             |                       |            |
| 437 | 12        | Gegen die Zeit                 | 16. Dez. 2022      | Robert del Maestro  | Markus Hoffmann, Uwe Kossmann               | 4,62 Mio. (17,6 % MA) | 471        |
| Gastdarsteller: Julius Feldmeier als Hanno Bieling, Max Wagner als Bernd Höffner, Judith Neumann als Carina Patic, Mirya Kalmuth als Carla Brandt, Anna Bomhard als Sina Patic |           |                                |                    |                     |                                             |                       |            |
| 438 | 13        | Blinde Flecken (90 min.)       | 23. Dez. 2022      | Jörg Mielich        | Markus Hoffmann, Uwe Kossmann               | 4,45 Mio. (16,8 % MA) | 459/460    |
| Gastdarsteller: Uwe Kockisch als Günther Malinowski, Patricia Schäfer als Frau Jelinek, Karim Günes als Süleyman Sarp, Henrike Hahn als Dr. Yasemin Bulut, Matthias Brenner als Jürgen Templin, Simon Licht als Prof. Magnus Peuke, Wolfgang Boos als Paul Behrmann, Maria Brendel als Busfahrerin |           |                                |                    |                     |                                             |                       |            |
| 439 | 14        | Lauf, wenn du kannst (90 min.) | 30. Dez. 2022      | Sven Fehrensen      | Markus Hoffmann, Uwe Kossmann               | 5,19 Mio. (20,0 % MA) | 449/450    |
| Gastdarsteller: Dirk Borchardt als Roman Prangl, Michael Klammer als Gerrit Singer, Nyamandi Adrian als Haile Curtis Abeda, Reiki von Carlowitz als Lisa Prangl, Magdalena Steinlein als Mandy Baginsky, Alexandra Gottschlich als Grace Singer, Stefan Kaminsky als Streifenbeamter |           |                                |                    |                     |                                             |                       |            |
| 440 | 15        | Family Business – Teil 1       | 6. Jan. 2023       | Robert del Maestro  | Ulf Tschauder                               | 4,58 Mio. (16,5 % MA) | 488        |
| Gastdarsteller: Harald Schrott als Davide Di Maria, Max Hegewald als Celio Di Maria, Daniel Urban als Francesco Di Maria, Gabriela Lindl als Anna Felice, Barbara Ricci als Gaia Di Maria, Mieke Schymura als Hiltrud Brückner |           |                                |                    |                     |                                             |                       |            |
| 441 | 16        | Family Business – Teil 2       | 6. Jan. 2023       | Robert del Maestro  | Ulf Tschauder                               | 4,33 Mio. (17,2 % MA) | 489        |
| Gastdarsteller: Harald Schrott als Davide Di Maria, Max Hegewald als Celio Di Maria, Daniel Urban als Francesco Di Maria, Gabriela Lindl als Anna Felice, Barbara Ricci als Gaia Di Maria, Knud Riepen als Felix Göttler |           |                                |                    |                     |                                             |                       |            |
| 442 | 17        | Mord im Warenkorb              | 13. Jan. 2023      | Jörg Mielich        | Axel Hildebrand                             | 4,16 Mio. (15,6 % MA) | 466        |
| Gastdarsteller: Annika Ernst als Floriane Ebner, Ole Fischer als David Elmers, Merle Collet als Jenne Elmers, Davina Donaldson als Betty Biehle, Constanze Wächter als Emma Biehle, Sascha Göpel als Urs Bernsdorf, Florian Beyer als Paketbote Dirk |           |                                |                    |                     |                                             |                       |            |
| 443 | 18        | Tödliches Schweigen            | 13. Jan. 2023      | Philipp Eichholtz   | Markus Hoffmann, Uwe Kossmann               | 3,35 Mio. (15,0 % MA) | 472        |
| Gastdarsteller: Kathrin von Steinburg als Ellen Rebic, Eray Eğilmez als Dr. Milan Rebic, Victoria Schulz als Oana Pattberg, Peter Weiss als Deniz Pattberg, Peter René Lüdicke als Jürgen Granzow, Oskar Reim als Elias Rebic |           |                                |                    |                     |                                             |                       |            |
| 444 | 19        | Heilige Agnes                  | 20. Jan. 2023      | Jörg Mielich        | Gabriel Merz, Michael Zeeh                  | 4,48 Mio. (16,2 % MA) | 465        |
| Gastdarsteller: Maria Matschke Engel als Greta Engelmann, Charlotte Puder als Agnes Engelmann, Susanne Böwe als Dorit Engelmann, Silvina Buchbauer als Sofia Lutz, Selam Tadese als Marwan Issa, Pero Radicic als Josip Milovanovic, Barbara Weiß als Lisa Tessmann |           |                                |                    |                     |                                             |                       |            |
| 445 | 20        | Der letzte Wille               | 27. Jan. 2023      | Philipp Eichholtz   | Gabriel Merz, Michael Zeeh                  | 4,85 Mio. (18,4 % MA) | 473        |
| Gastdarsteller: Heiner Hardt als Hans Volkwein, Claudia Geisler-Bading als Henriette Wagner, Rüdiger Klink als Klaus Wagner, Monika Oschek als Meike Volkwein, Christian Ehrich als David Volkwein, Martina Schöne-Radunski als Chris Warns |           |                                |                    |                     |                                             |                       |            |
| 446 | 21        | Schlag für Schlag              | 3. Feb. 2023       | Herwig Fischer      | Jeanet Pfitzer, Frank Koopmann, Roland Heep | 5,18 Mio. (19,6 % MA) | 480        |
| Gastdarsteller: Jochanah Mahnke als Mela Bieler, Lilly-Marie Vogler als Elin Langhans, Vinzenz Wagner als Riad Koch, Jale Arıkan als Ariana Hock, Alexandru Cîrneală als Dr. Markus Kleinke |           |                                |                    |                     |                                             |                       |            |
| 447 | 22        | Aus deutschen Landen           | 10. Feb. 2023      | Herwig Fischer      | Jeanet Pfitzer, Frank Koopmann, Roland Heep | 4,43 Mio. (16,5 % MA) | 481        |
| Gastdarsteller: Henrike von Kuick als Mathilde Karnitz, Thomas Limpinsel als Uwe Markwart, Stephan Möller-Titel als Albert Olig, Nico Holonics als Eugen Lippisch, Milos Milovanovic als Illya Constantinescu, Max Radestock als Petri Karnitz, Jörg Witte als Dr. Egon Fleischbauer |           |                                |                    |                     |                                             |                       |            |
| 448 | 23        | Das Leben ist kein Ponyhof     | 17. Feb. 2023      | Franziska Jahn      | Jeanet Pfitzer, Frank Koopmann, Roland Heep | 4,64 Mio. (16,7 % MA) | 482        |
| Gastdarsteller: Amelie Hennig als Carina Zadek, Wanda Perdelwitz als Fiona Westervick, Jörg Malchow als Silvio Westervick, Isabel Schosnig als Rebecca Olawie, Anand Batbileg Chuluunbaatar als Timo Rönow, Ninon Bohm als Dr. Rodriga Zirl, Meta Luise Volkers als Hanna Olawie |           |                                |                    |                     |                                             |                       |            |
| 449 | 24        | Froschköniginnen               | 24. Feb. 2023      | Herwig Fischer      | Dani Merkel, Fabien Virayie                 | 5,08 Mio. (19,0 % MA) | 479        |
| Gastdarsteller: Katrin Bühring als Heidi Steinbach, Gabriel Raab als Armin Röhrich, Camille Dombrowsky als Lisa Pongratz, Carolin Garnier als Hannah Scheffel, Omar Shaker als Tarik Shabani |           |                                |                    |                     |                                             |                       |            |
| 450 | 25        | Ménage-à-trois                 | 3. März 2023       | Franziska Jahn      | Markus Hoffmann, Uwe Kossmann               | 4,71 Mio. (17,0 % MA) | 485        |
| Gastdarsteller: Usha Rani als Shyla Bat, Tobias van Dieken als Loris Kisslinger, Stephan Fiedler als Notarzt |           |                                |                    |                     |                                             |                       |            |
| 451 | 26        | Hör mir zu                     | 10. März 2023      | Ann-Kristin Knubben | Markus Hoffmann, Uwe Kossmann               | 4,37 Mio. (16,4 % MA) | 486        |
| Gastdarsteller: Katja Studt als Anett Behrmann-Boyata, Adam Bousdoukos als Panajotis „Panos“ Nikolaidis, Sira-Anna Faal als Asali Behrmann-Boyata, Lisa Hrdina als Dunja Malik, Greta Bohacek als Emmi |           |                                |                    |                     |                                             |                       |            |
| 452 | 27        | Schunkeltod                    | 17. März 2023      | Ann-Kristin Knubben | Axel Hildebrand                             | 4,96 Mio. (18,7 % MA) | 487        |
| Gastdarsteller: Lise Risom Olsen als Lisa Schöler, Hannah Ehrlichmann als Roberta Henz, Sophia Schober als Naomi O'Neil, Florian Schmidtke als Patrick Kovalenko, Anne Eigner als Maja Riemholt, Isabelle Höpfner als Denise Mey |           |                                |                    |                     |                                             |                       |            |